# 勝山公園 (仙台市)
勝山公園（かつやまこうえん）は、宮城県仙台市青葉区上杉にある都市公園である。愛宕上杉通と北四番丁通の交差点に面しており、「上杉通」「北四番丁」の道標が市制施行８８年記念に設置されている。かつての商家の庭園が公園になったものであり、園内にあるケヤキやカエデ、スギ、サクラの大木が庭園当時の面影を今に伝えている。また、もともと園内には池があった時期もあったという。池は、上杉山通を拡張した際に埋められており、その痕跡はない。勝山公園の名称は勝山酒造に由来する。

## 歴史
勝山公園は、西公園、榴岡公園についで仙台市内で3番目に古い歴史を持つ公園である。
この公園の区画はもともと、仙台城下町の豪商で江戸時代の元禄年間（1688年から1704年）から酒造を営んでいた「伊澤家」の敷地だった。1914年（大正3年）に、勝山酒造を営んでいた伊澤平左ェ門（いさわ へいざえもん）が私苑の一部を毎週日曜日市民に開放したのが公園としての始まりである。
1918年（大正7年）の米騒動の際に、勝山酒造を襲撃すべく暴徒がこの公園に集結したが、ここが勝山酒造が開放している公園であったことに気づき、襲撃を止めたという。
1928年（昭和3年）に伊澤家は仙台市にこの公園を寄贈した。

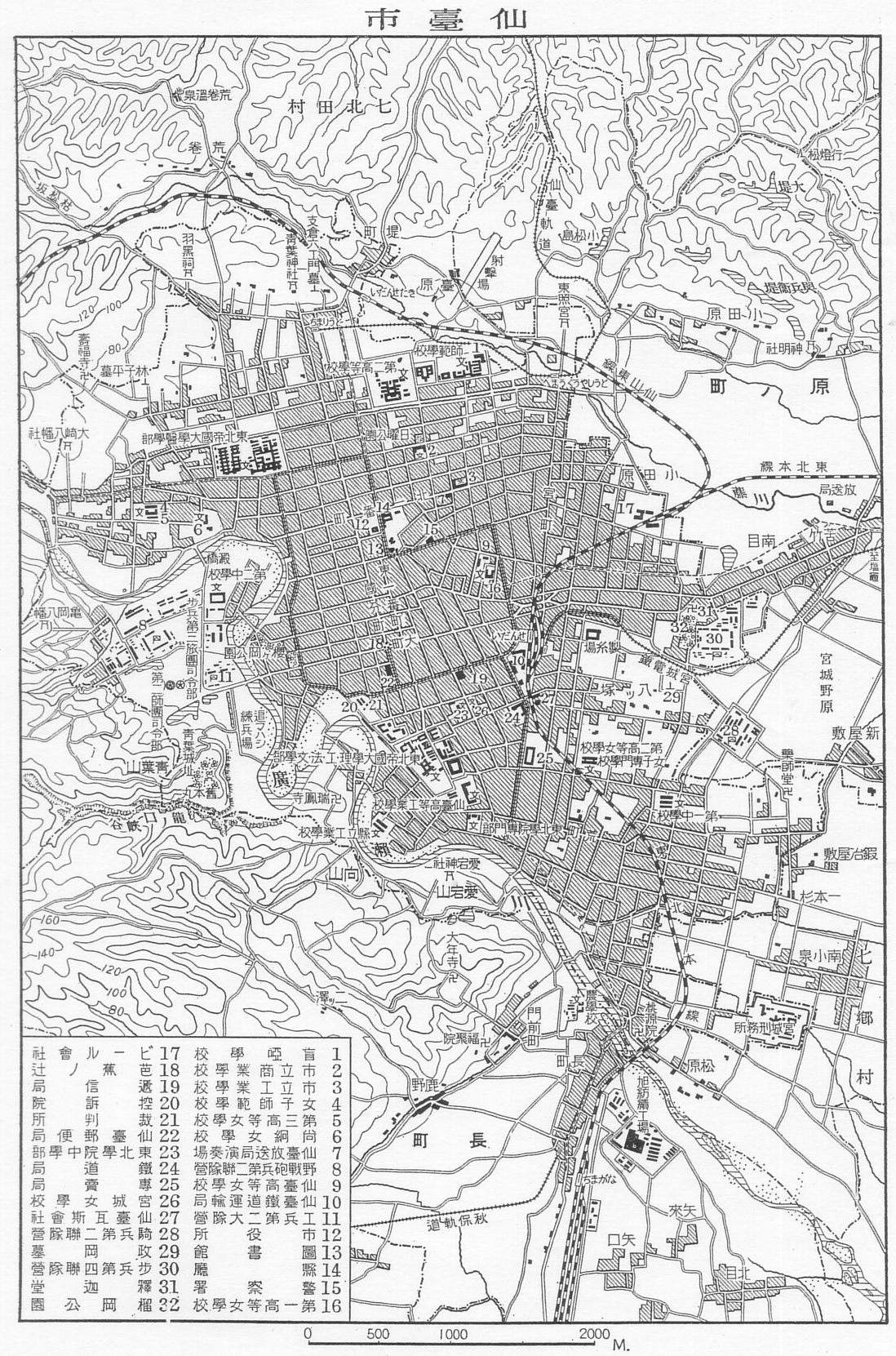
1927年（昭和2年）頃の仙台市および近郊地図。勝山公園はこの当時「日曜公園」の名称で図示されている（地図の中央からやや上の部分）。

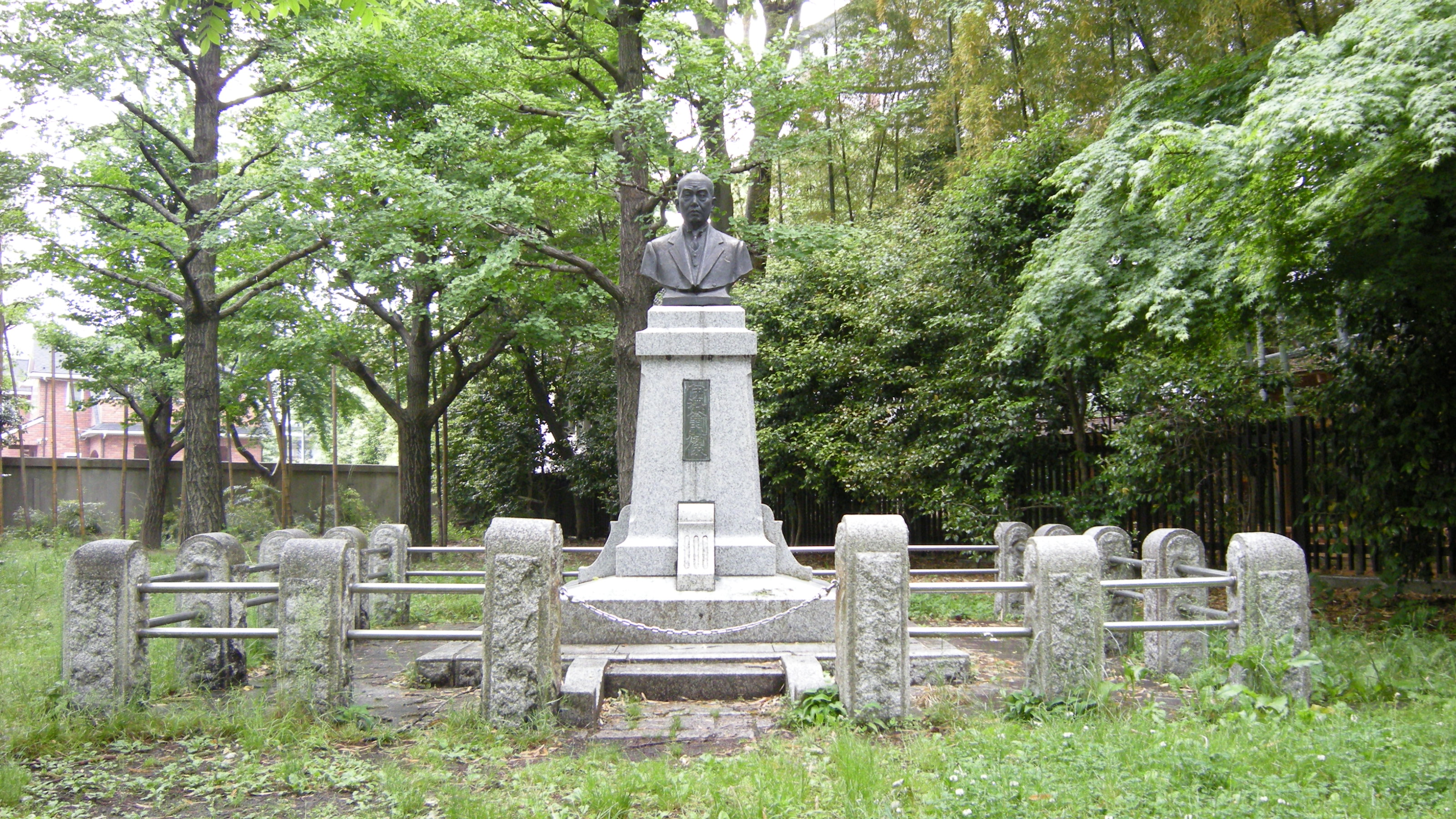
園内にある伊澤平左ェ門の像
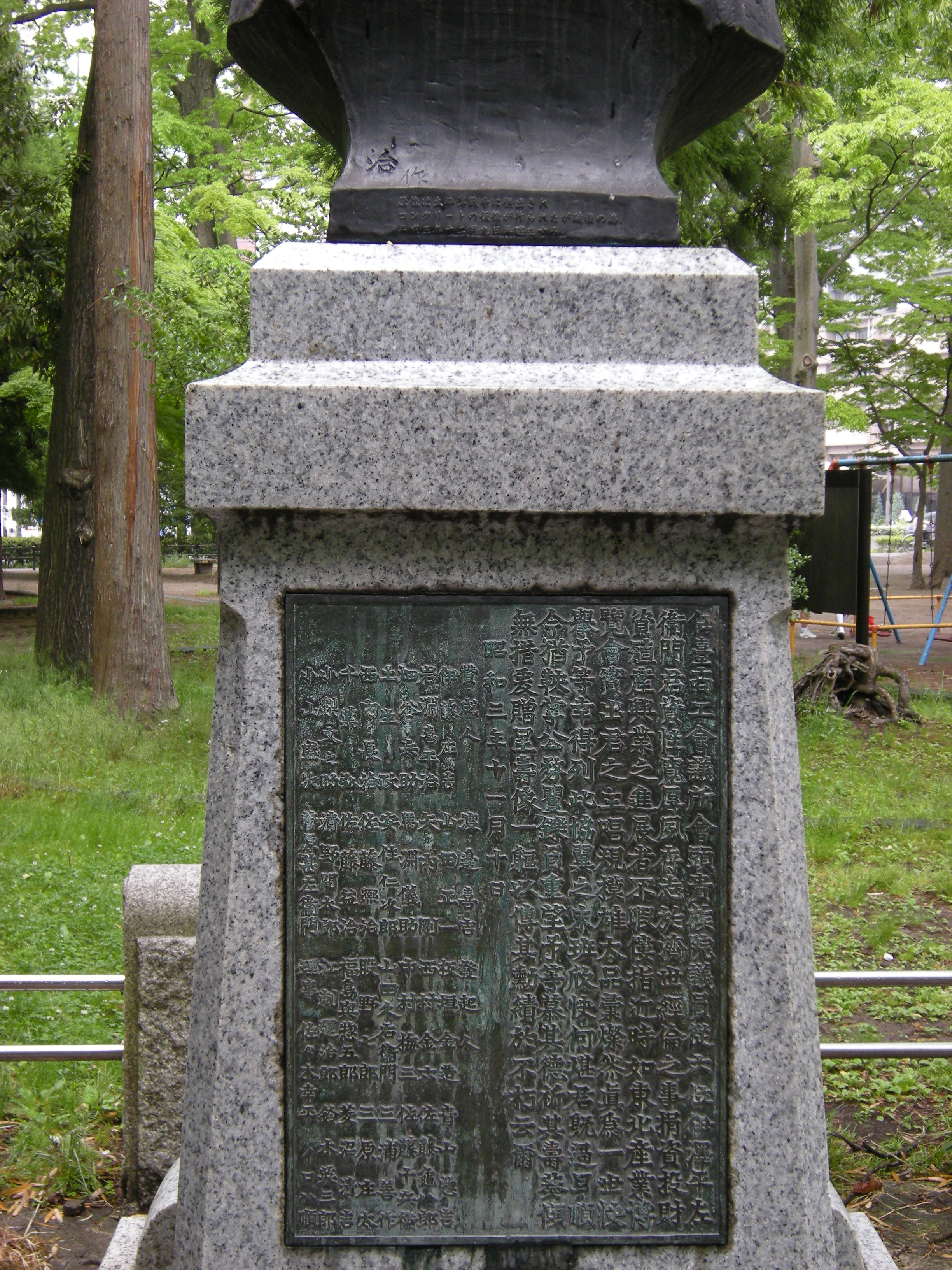
伊澤像背面の由緒書

## 周辺
勝山公園の周辺には勝山酒造を含む勝山グループの企業が集中している。勝山公園に隣接する「勝山館」は、明治時代から皇族や政府の要人が仙台に滞在する際の迎賓館、宿となっていた。また、仙台での園遊会や美術展覧会のサロンとしても供せられていた。しかし、太平洋戦争中の仙台空襲でかつての建物は焼失した。他方、勝山酒造の酒蔵は焼失から逃れ、江戸時代の蔵造り建築の風情を現在まで残している。この景観は仙台市の第1回都市景観賞を受賞しており、これに合わせて勝山公園内の公衆トイレの外観は蔵造りとなっている。
なお、勝山館は新型コロナウイルス感染拡大に伴う宴会や結婚式需要の激減に伴い、休業、令和３年６月に営業終了を発表した。それに伴い、運営会社の勝山企業は建物や庭園を残すことを条件に土地と建物の売却先を探していたが、同年10月に泉区の不動産業住販システムグループに引き渡された。勝山企業は勝山館の伝統とおもてなしを継承するため、隣接する旧勝山酒造跡地に「レストラン勝山館」をオープンすると発表している。
- 仙台放送
- 東北大学農学部（雨宮キャンパス）
- 宮城教育大学附属中学校
- 仙台市立上杉山通小学校

## アクセス
- 宮城交通バス「上杉山通小学校前」または「仙台放送前」バス停下車
- 仙台市地下鉄南北線・北四番丁駅

※ 2001年（平成13年）頃までは北四番丁通沿いに仙台市営バスの「勝山公園前」バス停が存在したが、現在は市営バスが北六番丁経由へ経路変更したため現存しない。